# Blaine (Washington)
Blaine je město v okrese Whatcom ve státě Washington v USA. Severní hranice města je také hranicí kanadsko-americkou. Z části se v Blaine nachází historická památka Peace Arch (mírový oblouk). Při sčítání lidu v roce 2010 zde žilo 4 684 obyvatel.

## Historie
Oblast byla poprvé osídlena na začátku devatenáctého století pionýry, kteří zde založili mořský přístav pro dřevozpracující průmysl a rybaření. Místo také sloužilo jako zastávka na cestě zlatokopů za zlatem do Britské Kolumbie. Samostatným městem se pak Blaine stal až 20. května 1890. Jméno nese po Jamesi G. Blainovi, senátorovi za stát Maine a kandidátovi na prezidenta Spojených států.
Největší lososí konzervárna fungovala v Blainu po desetiletí, provozovala ji společnost Alaska Packer's Association a nyní zde stojí malé turistické letovisko. V Blainu také fungovalo pár pil. Mnoho dřeva právě odsud bylo přepraveno do San Francisca jako pomoc při přestavbě města po požáru roku 1906. Lesy byly brzy vykácené, rybářský průmysl v Blainu zůstal silný až do druhé poloviny dvacátého století. Až do sedmdesátých let bylo město domovem mnoha rybářů. Dva velké přístavy jsou stále kotvištěm mnoha rekreačních jachet a plachetnic a několik odhodlaných zdejších rybářů zde turistům stále nabízí čerstvé lososy, kraby a ústřice. Milovníci přírody vždy oceňovali umístění města na břehu moře, přístupné cyklistické i pěší stezky a pěkný výhled na hory i na oceán. Milovníci ptactva zase objevili značné množství stěhovavých a vodních ptáků v oblasti. Drayton Harbor, Semiahmoo Split a Boundary Bay jsou umístěny mezi nejdůležitějšími ptačími oblastmi.
Nejvýznamnější rodinou v historii města jsou Cainovi. Bratři vlastnili většinu celého města, postavili zde největší obchodní dům severně od Seattlu, pilu, největší hotel ve státě, první veřejné přístaviště a darovali hodně pozemků.
Nathan Cornish se se svou rodinou přistěhoval do Blainu v roce 1889. V roce 1901 se stal starostou města. Jeho dcera, Nellie Cornish se přestěhovala do Seattlu, protože v Blainu se ji nepodařilo otevřít kurz hry na piano. V Seattlu v roce 1914 založila stále existující konzervatoř Cornish College of the Arts.
V padesátých letech, na začátku své kariéry, v jedné zdejší hospodě často vystupovala později známá country zpěvačka Loretta Lynnová.

## Klima
Blaine leží na území mezi horami východně od Vancouveru, rovinami okresu Skagit, Severními Kaskádami a Vancouverovým ostrovem. Klima je zde mírnější než ve zbytku regionu, srážky dosahují pouze 1000 mm za rok a Blaine si tak užívá více slunečných dní než jeho sousedé.
| Blaine. WA – podnebí        | Blaine. WA – podnebí | Blaine. WA – podnebí | Blaine. WA – podnebí | Blaine. WA – podnebí | Blaine. WA – podnebí | Blaine. WA – podnebí | Blaine. WA – podnebí | Blaine. WA – podnebí | Blaine. WA – podnebí | Blaine. WA – podnebí | Blaine. WA – podnebí | Blaine. WA – podnebí | Blaine. WA – podnebí |
| Období                      | leden                | únor                 | březen               | duben                | květen               | červen               | červenec             | srpen                | září                 | říjen                | listopad             | prosinec             | rok                  |
| --------------------------- | -------------------- | -------------------- | -------------------- | -------------------- | -------------------- | -------------------- | -------------------- | -------------------- | -------------------- | -------------------- | -------------------- | -------------------- | -------------------- |
| Průměrné denní maximum [°C] | 6                    | 9                    | 11                   | 14                   | 18                   | 21                   | 22                   | 22                   | 19                   | 14                   | 9                    | 6                    | 14                   |
| Průměrné denní minimum [°C] | −1                   | 0                    | 1                    | 3                    | 6                    | 9                    | 11                   | 11                   | 8                    | 4                    | 2                    | −1                   | 4                    |
| Průměrné srážky [mm]        | 135,1                | 106,9                | 91,7                 | 72,4                 | 65,5                 | 54,4                 | 37,8                 | 38,4                 | 48,5                 | 95                   | 159,8                | 147,1                | 1 052,6              |
| Zdroj: weather.com          |                      |                      |                      |                      |                      |                      |                      |                      |                      |                      |                      |                      |                      |

## Kanadská hranice
Blaine je domovem dvou hlavních kanadsko-amerických hraničních přechodů na západě USA. Peace Arch Crossing je severním koncem mezistátní dálnice Interstate 5 a jižním koncem provinční British Columbia Highway 99 a je tak nejfrekventovanějším osobním hraničním přechodem v oblasti. Pacific Border Crossing je zase hlavním přechodem pro těžké trucky a tak se o něm mluví také jako o Truck Crossing. Dostat se na něj můžete z I-5 po Washington State Route 543, nebo z Transkanadské dálnice po British Columbia Highway 15.
Nový přechod je momentálně stavěn nedaleko ostatních dvou a bude dokončen v prosinci 2010. I když budova ještě není dostavěna, v srpnu 2009 ho oficiálně otevřel ministr bezpečnosti Peter van Loan. Jednou z hlavních úloh přechodu bylo zmenšení kolon při ZOH 2010, které se konaly ve Vancouveru.

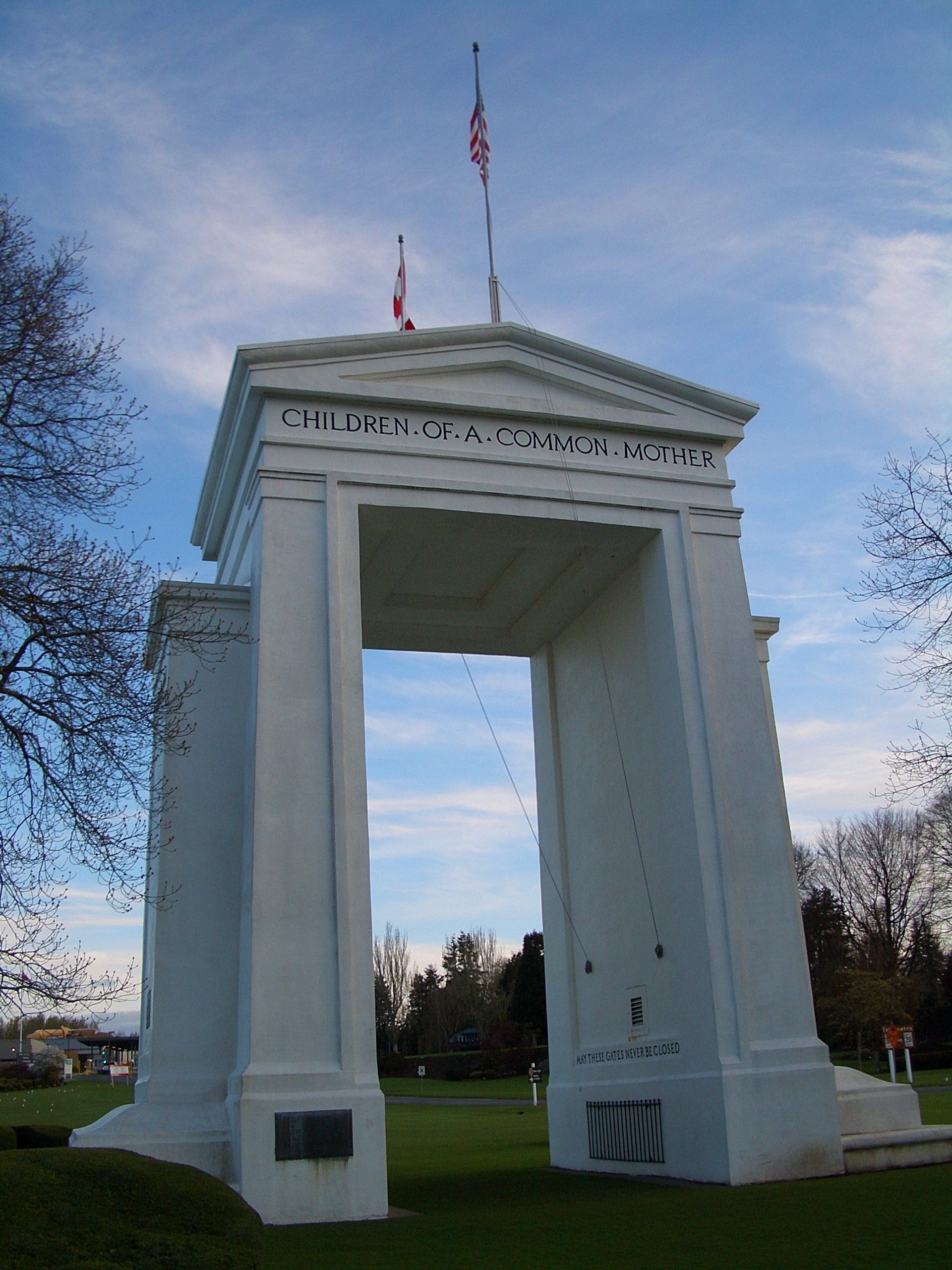
Mírový oblouk.

V Blainu díky přechodům vždy docházelo k různým pašováním, především po roce 1919, kdy byl zaveden Volsteadův akt, zakazující užití alkoholu v USA. Právě pašování alkoholu prosperovalo díky námořní hranici s Kanadou, největší výrobce whiskey v oblasti se nacházel na Texadově ostrově na pobřeží města Powell River v Britské Kolumbii. Pašování ukončilo vydání Blainova aktu (který své jméno nezískal po městě), který rušil akt Volsteadův. Po několika desítkách let se situace otočila, Britská Kolumbie zakázala užití alkoholu v neděli, což vedlo k rozvíjení hospod a dalšího podobného průmyslu nejen v Blainu, ale i v nedalekých městech Sumas a Point Roberts. I po zrušení tohoto zákona v Britské Kolumbii v sedmdesátých letech tento rozvoj pokračoval. Jelikož americký dolar se stal silnějším než kanadský, benzínky, prodejci mléčných produktů či textilu začali více prosperovat.
V devadesátých letech se opět dostalo na špici pašování, když z kanadské strany putovala marihuana, na druhou stranu kokain a zbraně. Když vzrostla produkce specifické marihuany známé pod jménem BC Bud, pašeráci začali používat všechny techniky až po helikoptéry aby mohli prodat co nejvíce tun marihuany do Spojených států, zatímco policejní jednotky na obou stranách hledaly cestu jak pašování zabránit. Pašování drog, zbraní, peněz i lidí stále pokračuje v oblasti. Od teroristických útoků v roce 2001 je ale přidání mnoha federálních agentů a vojenské techniky odsunulo do necivilizované části státu.
S umístěním na hranici s Kanadou, na hlavní mezistátní dálnici a na břehu Tichého oceánu, Blaine se často objevuje ve zprávách. Peace Arch, postavený v roce 1921 Samuelem Hillem je stále používán jako místo klidných demonstrací či každoročních událostí, jako např. vysazení křížů za americké vojáky padlé v Iráku. Nejvíce návštěvníků tam ale přichází kvůli tamějšímu klidu a nádhernému pobřežnímu prostředí. Park je zvláštní také tím, že zdejší hranice jsou stále otevřené a byly i při teroristických útocích 11. září 2001.
Státní park Peace Arch má na druhé straně hranic svého „sourozence“ a to stejnojmenný provinční park v Douglasu, čtvrti města Surrey. Mezistátní dálnice Interstate 5 vede mezi parkem Peace Arch a hranici s Mexikem v San Diegu. Právě v parku existuje jediný ryze pěší nadchod přes dálnici. Zdejší památník, který je sám právě tím mírovým obloukem symbolizuje věčně trvající mír mezi Spojenými státy a Kanadou.
V roce 2010 byl nedaleko hranic vztyčen exemplář veřejného umění nazvaný Non-Sign II. Jedná se o prázdnou plochu tvaru billboardu, kterou obklopuje spleť ohnutých kovových tyčí.

## Geografie
Blaine má celkovou rozlohu 22 km², z čehož 14,3 km² je souš a 7,6 km² je voda. Motto města je „Kde Amerika začíná“, město je známé také pod přezdívkami „Brána na Severozápad“ nebo „Město mírového oblouku“. Všechna tato označení pramení z neobvyklého umístění města. Je nejsevernějším městem na hlavní mezistátní dálnici Interstate 5, leží na břehu Draytonovy zátoky, která je spojena s Pacifikem zálivem Semiahmoo.

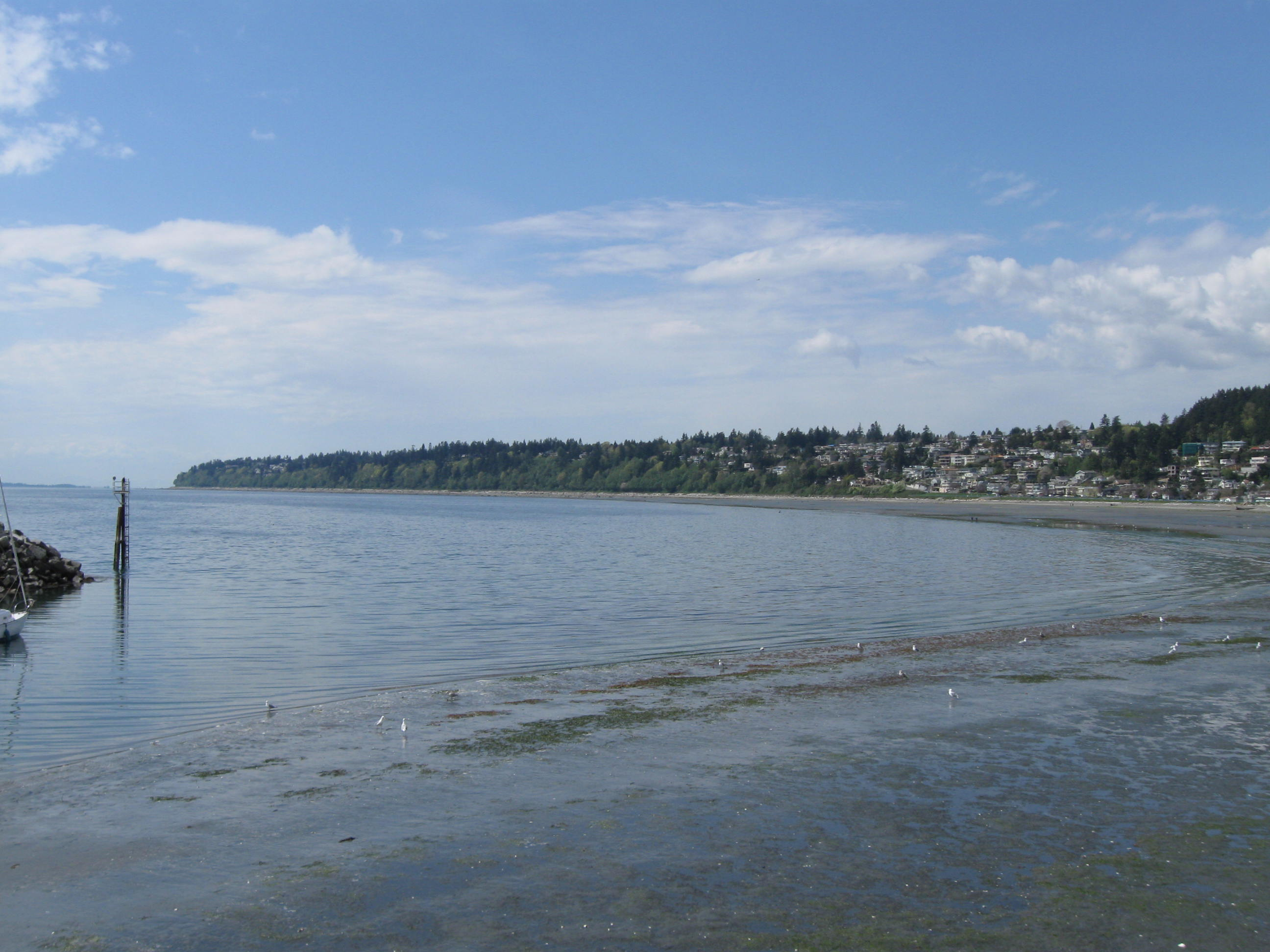
Záliv Semiahmoo Bay.

Město mělo také malé letiště, které bylo oblíbené především mezi vlastníky malých letadel díky jeho nízkým cenám paliva a méně časté mlze. V roce 2006 město odstranilo z blízkosti letiště vysoké stromy jako prevenci před nehodami. O rok později ale přimělo provozovatele letiště aby ho uzavřeli do konce roku 2008, což se tedy 31. prosince 2008 stalo. Oblast nyní podléhá terénním úpravám aby mohla být využita jinak.

## Demografie
V roce 2010 čítala populace města 4 684 obyvatel. Nejčastější rasou jsou s 87 % běloši, s 5 % Asiaté a s 1,4 % Afroameričané.

## Ekonomika
Velká část městské ekonomiky pramení z mezinárodního obchodu mezi USA a Kanadou. Východní část města nabízí různá překladiště, také bezinky obsluhující trucky na dlouhých trasách. Federální bezpečnost zde provozuje dvě inspekční stanice.
Nachází se zde také továrny, například firem Nature's Path Cereal nebo Totally Chocolate.
Port of Bellingham provozuje kilometr jižně od hranice velké přístaviště, sloužící pro rekreační jachty a rybářské lodě.